# Phụ lưu số 1
Phụ lưu số 1 là một con sông đổ ra Sông Thanh Hà. Sông có chiều dài 12 km và diện tích lưu vực là km². Phụ lưu số 1 chảy qua các tỉnh Hà Nội, Hòa Bình.